# Acropsopilio normae
Acropsopilio normae is een hooiwagen uit de familie Caddidae. De wetenschappelijke naam van Acropsopilio normae gaat  terug op Cekalovic.